# Lasiurus (Chiroptera)
Lasiurus é um gênero de morcegos da família Vespertilionidae.

## Espécies
- Lasiurus atratus Handley, 1996
- Lasiurus blossevillii (Lesson e Garnet, 1826)
- Lasiurus borealis (Müller, 1776)
- Lasiurus castaneus Handley, 1960
- Lasiurus cinereus (Palisot de Beauvois, 1796)
- Lasiurus degelidus Miller, 1931
- Lasiurus ebenus Fazzolari-Corrêa, 1994
- Lasiurus ega (Gervais, 1856)
- Lasiurus egregius (Peters, 1870)
- Lasiurus insularis Hill e Jones, 1961
- Lasiurus intermedius H. Allen, 1862
- Lasiurus minor Miller, 1931
- Lasiurus pfeifferi (Gundlach, 1861)
- Lasiurus salinae Thomas, 1902
- Lasiurus seminolus (Rhoads, 1895)
- Lasiurus varius (Poeppig, 1835)
- Lasiurus xanthinus Thomas, 1897